# Matheus Henrique
Matheus Henrique De Souza (São Paulo, Brasil, 19 de diciembre de 1997) es un futbolista brasileño. Juega de centrocampista y su equipo es el Cruzeiro E. C. del Campeonato Brasileño de Serie A.

## Selección nacional
Luego de su buena campaña con el Grêmio en 2019, Henrique fue citado para jugar el Torneo Esperanzas de Toulon de 2019. Brasil fue el campeón de esa edición, en la que el centrocampista jugó todos los encuentros.
Además, en 2019 fue citado por Tite para los encuentros de octubre contra Senegal y Nigeria. Henrique debutó contra Senegal jugando los últimos 20 minutos del encuentro.

## Estadísticas
Actualizado al último partido disputado el 23 de noviembre de 2024.
| Club                           | Div.          | Temporada     | Liga  | Liga  | Estatal | Estatal | Copas nacionales | Copas nacionales | Copas internacionales | Copas internacionales | Total | Total |
| Club                           | Div.          | Temporada     | Part. | Goles | Part.   | Goles   | Part.            | Goles            | Part.                 | Goles                 | Part. | Goles |
| ------------------------------ | ------------- | ------------- | ----- | ----- | ------- | ------- | ---------------- | ---------------- | --------------------- | --------------------- | ----- | ----- |
| A. D. São Caetano · Brasil     | 4.ª           | 2015          | 0     | 0     | 2       | 1       | 0                | 0                | —                     | —                     | 2     | 1     |
| A. D. São Caetano · Brasil     | 4.ª           | 2016          | —     | —     | 18      | 2       | 8                | 0                | —                     | —                     | 26    | 2     |
| A. D. São Caetano · Brasil     | Total club    | Total club    | 0     | 0     | 20      | 3       | 8                | 0                | 0                     | 0                     | 28    | 3     |
| Grêmio · Brasil                | 1.ª           | 2017          | 1     | 0     | 0       | 0       | 0                | 0                | —                     | —                     | 1     | 0     |
| Grêmio · Brasil                | 1.ª           | 2018          | 12    | 2     | 4       | 2       | 0                | 0                | 1                     | 0                     | 17    | 4     |
| Grêmio · Brasil                | 1.ª           | 2019          | 20    | 0     | 12      | 1       | 5                | 0                | 9                     | 0                     | 46    | 1     |
| Grêmio · Brasil                | 1.ª           | 2020          | 29    | 2     | 8       | 0       | 8                | 0                | 8                     | 1                     | 53    | 3     |
| Grêmio · Brasil                | 1.ª           | 2021          | 8     | 1     | 8       | 1       | 0                | 0                | 6                     | 1                     | 22    | 3     |
| Grêmio · Brasil                | Total club    | Total club    | 70    | 5     | 32      | 4       | 13               | 0                | 24                    | 2                     | 139   | 11    |
| U. S. Sassuolo Calcio · Italia | 1.ª           | 2021-22       | 25    | 0     | ―       | ―       | 1                | 0                | ―                     | ―                     | 26    | 0     |
| U. S. Sassuolo Calcio · Italia | 1.ª           | 2022-23       | 30    | 4     | ―       | ―       | 1                | 0                | ―                     | ―                     | 31    | 4     |
| U. S. Sassuolo Calcio · Italia | 1.ª           | 2023-24       | 31    | 2     | ―       | ―       | 1                | 0                | ―                     | ―                     | 32    | 2     |
| U. S. Sassuolo Calcio · Italia | Total club    | Total club    | 86    | 6     | 0       | 0       | 3                | 0                | 0                     | 0                     | 89    | 6     |
| Cruzeiro E. C. · Brasil        | 1.ª           | 2024          | 17    | 2     | ―       | ―       | ―                | ―                | 7                     | 1                     | 24    | 3     |
| Cruzeiro E. C. · Brasil        | Total club    | Total club    | 17    | 2     | 0       | 0       | 0                | 0                | 7                     | 1                     | 24    | 3     |
| Total carrera                  | Total carrera | Total carrera | 173   | 13    | 52      | 7       | 24               | 0                | 31                    | 3                     | 280   | 23    |
| 1. 2.                          |               |               |       |       |         |         |                  |                  |                       |                       |       |       |

## Palmarés

### Títulos regionales
| Título            | Club   | Región             | Año  |
| ----------------- | ------ | ------------------ | ---- |
| Campeonato Gaucho | Grêmio | Río Grande del Sur | 2018 |
| Campeonato Gaucho | Grêmio | Río Grande del Sur | 2019 |

### Títulos internacionales
| Título                    | Club            | Sede            | Año  |
| ------------------------- | --------------- | --------------- | ---- |
| Copa Libertadores         | Grêmio          | América del Sur | 2017 |
| Recopa Sudamericana       | Grêmio          | América del Sur | 2018 |
| Torneo Olímpico de Fútbol | Brasil olímpica | Japón           | 2020 |

(*) Incluyendo la selección

### Distinciones individuales
| Distinción                                       | Año  |
| ------------------------------------------------ | ---- |
| Miembro del Equipo Ideal de la Copa Sudamericana | 2024 |